# Orion Denki
Orion Denki K.K. (jap. オリオン電機株式会社, Orion Denki Kabushiki kaisha, engl. Orion Electric Co., Ltd.) ist ein 1958 in Osaka gegründeter Unterhaltungselektronikhersteller. Neben Orion Denki existiert noch das in Budapest ansässige Unternehmen Orion Electronics mit demselben Namen und einem ähnlichen Logo, das jedoch rechtlich unabhängig von der hier beschriebenen Orion Denki ist und als Auftragsfertiger tätig ist. Dieser vertreibt ebenfalls die Produkte von Orion Denki.
Hauptsitz ist in der Stadt Echizen in der Präfektur Fukui. Die Orion-Gruppe hat 10.000 Angestellte im In- und Ausland. Orion hat Fabriken und Geschäftsstellen auf vier Kontinenten, unter anderem in Japan, Thailand, Polen, England und USA. In den letzten Jahrzehnten ist Orion ständig gewachsen. Man entwickelte und produzierte kleine und große Fernsehgeräte (Plasma, LCD), TV-Kombi-Geräte und DVD-Spieler und -Kombis für die USA, Europa und den australischen Markt. Orions Produktionsanlagen in Thailand wurden mit einer Anerkennung des thailändischen Staats ausgezeichnet.
Zu den ersten hergestellten Produkten zählten Transistorradios, Radiokassettenrekorder sowie Auto- und Heim-Stereoanlagen. Orion produziert jährlich 6 Millionen Fernseher und 12 Millionen DVD-Spieler und Fernseh-Kombi-Geräte. Die meisten Produkte werden in Thailand hergestellt.
Neben Produkten unter eigener Marke produzierte man auch für Broksonic, Memorex, Otake, Sansui und in Nordamerika in den 1980ern und 1990ern für die Firma Emerson Radio Fernsehgeräte und Videorekorder. In den 1990ern wurden für Wal-Mart Fernseher, Kombi-Geräte, VHS- und Festplattenrekorder unter der Marke Orion und weiteren bekannten Marken hergestellt. Von 2001 bis 2009 übernahm Orion die Produktion kleinerer CRT-/LCD-Fernseh- und DVD-/Video-Kombi-Geräte für den Hersteller Toshiba. Im Jahr 2011 hat Orion die Rechte an der Marke JVC für den Bereich Unterhaltungselektronik erworben. Darüber hinaus stellte Orion Produkte für die Marken Hitachi, Sanyo und Sharp her.
In Deutschland wurden Orion-Produkte von 1974 bis 2013 von der ISP KG Dieter Lather in Dreieich vertrieben. Anfang 2014 sicherte sich der chinesische Konzern Tongfang Global die Rechte an der Marke Orion und war seitdem für Vertrieb und Produktion zuständig. Ende 2017 hat die zuständige Tongfang Global Germany GmbH die Liquidation beantragt. 